# Pseudohemiculter
Pseudohemiculter is een geslacht van straalvinnige vissen uit de familie van karpers (Cyprinidae).

## Soorten
- Pseudohemiculter dispar (Peters, 1881)
- Pseudohemiculter hainanensis (Boulenger, 1900)
- Pseudohemiculter kweichowensis (Tang, 1942)
- Pseudohemiculter pacboensis Nguyen, 2001